# HD 108236
HD 108236とは、地球から約200光年離れた位置に存在する恒星である。周囲を5つの太陽系外惑星が公転していることで知られている。

## 概要
| 太陽 | HD 108236 |
| ---- | --------- |
| 太陽 | Exoplanet |

HD 108236は、スペクトル分類がG5V型の太陽に比較的似ている恒星である。大きさは0.88 太陽半径と太陽よりも一回り小さい。TESSによる観測で惑星候補が発見されたことから、TOI-1233とも呼ばれている。なお、「TOI」はTESSの観測対象天体という意味でTESS Objects of Interestの略である。年齢は58億年とされている。

## 惑星系
HD 108236には、2020年4月にTESSによってb、c、d、eの4つの太陽系外惑星がHD 108236の周りを公転していることが確認された。これらの惑星は全てトランジット法によって発見された。このうち最も内側に位置するbは地球型惑星（スーパーアース）で、その他の3つの惑星は海王星型惑星（ミニ・ネプチューン）であるとみられる。
その後の観測で公転周期が約30日の5個目の惑星fが発見された。
| 名称 （恒星に近い順） | 質量 | 軌道長半径 （天文単位） | 公転周期 (日)             | 軌道離心率         | 軌道傾斜角        | 半径                   |
| --------------------- | ---- | ----------------------- | ------------------------- | ------------------ | ----------------- | ---------------------- |
| b                     | —    | 0.0469 ± 0.0017         | 3.79523+0.00047 −0.00044  | 0.20+0.30 −0.14    | 87.88+1.3 −0.87°  | 1.586 ± 0.098 R⊕       |
| c                     | —    | 0.0651 ± 0.0024         | 6.20370+0.00064 −0.00052  | 0.18+0.34 −0.14    | 88.72+0.82 −0.74° | 2.068+0.10 −0.091 R⊕   |
| d                     | —    | 0.1131 ± 0.0040         | 14.17555+0.00099 −0.0011  | 0.17+0.30 −0.12    | 89.22+0.45 −0.38° | 2.72 ± 0.11 R⊕         |
| e                     | —    | 0.14 ± 0.0052           | 19.5917 ± 0.0022          | 0.2+0.3 −0.13      | 89.32+0.42 −0.3°  | 3.1197 ± 0.13 R⊕       |
| f                     | —    | 0.1758+0.0041 −0.0038   | 29.54115+0.00033 −0.00042 | 0.051+0.036 −0.034 | 88.963 ± 0.042°   | 2.0172+0.052 −0.057 R⊕ |